# Danh sách anime theo năm
Đây là danh sách anime theo năm.

## Anime trong thế kỷ 20
Trước 1917 1917–1938 1939–1945 1946–1959
1960 1961 1962 1963 1964 1965 1966 1967 1968 1969
1970 1971 1972 1973 1974 1975 1976 1977 1978 1979
1980 1981 1982 1983 1984 1985 1986 1987 1988 1989
1990 1991 1992 1993 1994 1995 1996 1997 1998 1999

## Anime trong thế kỷ 21
2000 2001 2002 2003 2004 2005 2006 2007 2008 2009
2010 2011 2012 2013 2014 2015 2016 2017 2018 2019
2020 2021 2022 2023 2024 2025